# 湯姆·阿布斯
湯姆·阿布斯（英語：Tom Abbsborn，1972年—）是一位美國多種樂器演奏家和電影製作人。他在爵士乐、自由爵士乐和自由即興演奏領域以及低音提琴、大号、大提琴、小提琴、迪吉里杜管和笛樂器演奏領域頗爲活躍。

## 外部鏈接
- 湯姆·阿布斯的網頁 （页面存档备份，存于）
- 約翰·夏普于2008年6月23日對湯姆·阿布斯的采訪 （页面存档备份，存于）
- 湯姆·阿布斯的音樂作品集